# Vejle Kirke
Vejle Kirke er en kirke beliggende i landsbyen Vejle, ca. 12 km sydsydvest for Odense. Faaborg-Midtfyn Kommune, tidligere Broby Kommune.

## Eksterne kilder og henvisninger
- Vejle Kirke hos KortTilKirken.dk
- Kirkens beskrivelse hos Trap – Kongeriget Danmark, s. 679
- Vejle Kirke på danmarkskirker.natmus.dk (Danmarks Kirker, Nationalmuseet)